# Guascogna
La Guascogna (in occitano Gasconha, in francese Gascogne e in spagnolo Gascuña) è una regione storica compresa a cavallo dell'odierno confine tra Francia e Spagna. Più nel dettaglio, rientra nel territorio dei dipartimenti francesi di Landes, Gers, Alti Pirenei e, in parte, di altri dipartimenti delle regioni della Nuova Aquitania e dell'Occitania, nonché la comarca della Val d'Aran, a nord della Catalogna, in Spagna. 
Ribattezzata nel corso della storia come Gallia Aquitania, Novempopulana, Vasconia e infine Guascogna, scomparve come entità politica autonomia nel 1063, quando dopo la battaglia di La Castelle confluì nel ducato d'Aquitania; tuttavia, il termine Guascogna rimase in uso fino alla Rivoluzione francese. Regione naturale della Francia situata tra Oceano Atlantico, Garonna e Pirenei, si distingue per la complessa identità culturale dei suoi abitanti, passata dal corrispondere a quella di tribù aquitane, che si esprimevano in proto-basco, ai guasconi, che parlavano una lingua romanza, nello specifico appartenente alla famiglia delle lingue occitano-romanze. Ad oggi molti accademici si interessano all'area linguistica del dialetto guascone.

## Geografia

### Posizione

Cartina fisica del sud-ovest francese: la Guascogna è racchiusa entro chiari limiti fisici tra Oceano Atlantico, Garonna e Pirenei

La Guascogna si trova nel territorio compreso tra la Garonna e i Pirenei, lambendo a sud la Catalogna spagnola. La geografia della regione è chiaramente delimitata da confini naturali quali l'Oceano Atlantico, il confine spagnolo con l'estuario della Gironda, a ovest, la Garonna a nord, il suo sub-affluente il Lèze a est e le pendici dei Pirenei a sud. Il Lèze è un affluente dell'Ariège la cui confluenza con la Garonna è vicina a sud di Tolosa.
Lo studioso Serge Brunet ricorda che la foresta di Bouconne, situata sulle colline della riva sinistra della Garonna, ha rappresentato un confine secolare tra guasconi e linguadoca.

### Confini amministrativi
La Guascogna non è una regione amministrativa ma un'area di interesse storico, culturale e linguistico. La divisione del territorio francese ebbe luogo nel 1790, con la creazione dei dipartimenti da parte dell'assemblea costituente. La provincia storica era in passato suddivisa tra le tre regioni della Nuova Aquitania, dell'Occitania e della Catalogna senza costituirli nella loro interezza. Essa si estende interamente nei dipartimenti francesi di Landes, Gers e Alti Pirenei, ricoprendo in parte i Pirenei Atlantici, Gironda, Lot e Garonna, Tarn e Garonna, Alta Garonna, Ariège e la regione autonoma della valle d'Aran nella Catalogna spagnola. L'area d'influenza del dialetto guascone si estende su parte del territorio dell'antica provincia di Guienna.
La valle d'Aran, pur appartenendo alla Spagna, fa linguisticamente parte della Guascogna, e come tale beneficia all'interno della Catalogna, dalla quale dipende amministrativamente, di un'autonomia linguistica che rende questa regione guascone l'unica la cui lingua aquitano-romanza e il suo dialetto aranese gode di statuto ufficiale. Le lingue ufficiali della Catalogna sono infatti il catalano, l'"occitano guascone" e lo spagnolo.

### Geografia fisica

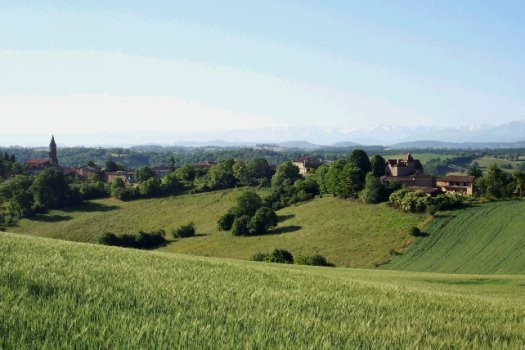
Paesaggio della Guascogna, con la catena dei Pirenei sullo sfondo

La Guascogna si sviluppa a ovest della baia di Biscaglia e a sud della zona pedemontana francese dei Pirenei, tra Béarn e Couserans, e una sezione collinare attraversata da vari corsi d'acqua fino alla Garonna. È su questi versanti che si trova una fetta consistente dei vigneti del Sud-Ovest francese e del Bordeaux.
Per quanto riguarda l'Ariège, affluente orientale della Garonna situato a monte di Tolosa: il limite linguistico della Guascogna si sta gradualmente allontanando (di una trentina di chilometri massimo) verso ovest del corso dell'Ariège fino ai Pirenei, nella regione chiamata Couserans.
La valle del Garonna, tra Tolosa e Bordeaux, ha funto da crocevia sin dall'antichità, ovvero dall'Età del Bronzo. L'Adour, secondo fiume dal suo bacino, forma nell'estremo sud-ovest il limite con i Paesi Baschi, dove sfocia nel golfo di Biscaglia. Le Landes de Gascogne, incluse le coste comprese in un'ampia foresta di pini mediterranei, si snoda a cavallo di tre dipartimenti (Landes, Gironda, Lot e Garonna). Si tratta perlopiù di una pianura sabbiosa.

### Idrografia

Chevelu des rivières du Gers, con nomi e città di origine e confluenza

I principali corsi d'acqua locali sono i fiumi che discendono dalla piana di Lannemezan, affluenti della Garonna e dell'Adour. Il Baïse e il suo bacino (il Gélise, l'Osse), uniti al Gers, l'Arrats, la Save e ai rispettivi bacino del Gesse e dell'Adour (il Luy, l'Arros, il Gave de Pau e l'Eyre) sono stati parzialmente responsabili delle inondazioni catastrofiche del 1977.

### Centri principali
Le città più importanti sono:
- Auch, la capitale storica
- Bayonne, sia con l'identità basca e guascone
- Bordeaux
- Dax
- Lourdes
- Luchon
- Mont-de-Marsan
- Pau
- Tarbes

## Storia
La regione, originariamente popolata dagli Aquitani, entrò successivamente a far parte del dominio dei Romani, dei Visigoti, dei Vasconi giunti dai Pirenei (ai quali essa deve il nome) e infine dei Franchi.
Nell'Alto Medioevo la Guascogna era un principato nel sud-ovest della Gallia. Il nome di Guascogna iniziò ad essere usato proprio per indicare questo principato (VII secolo-XII secolo), che vide l'apogeo unitario della regione. Essa scomparve come entità politica nel 1063, quando il conte di Guascogna Bernardo II Tumapaler dovette abbandonare il suo dominio dopo essere stato sconfitto dal duca d'Aquitania Guglielmo VIII nella battaglia di La Castelle. Dopo il trattato di Parigi del 1259, il ducato d'Aquitania prese il nome di ducato di Guienna, termine che designava allora l'insieme dei possedimenti continentali del re d'Inghilterra.
Con queste diverse denominazioni, la Guascogna emerse come uno Stato indipendente per certi periodi e, fino ad oggi, ha mantenuto la reputazione di essere abitata da un popolo testardo e indipendente. Nonostante questi sviluppi, un'identità guascone culturale e linguistica è riuscita a sopravvivere durante tutto l'Ancien Régime fino ad oggi.

### La preistoria
Il paleontologo Édouard Lartet, originario del Gers, descrisse per la prima volta Pliopithecus antiquus e Dryopithecus fontani, primati fossili del Miocene e del Pliocene, e Pelagornis, un uccello preistorico del Gelasiano, a partire da fossili rinvenuti a Sansan (Gers) nell'Astarac e a Saint-Gaudens (Alta Garonna) nel Comminges.

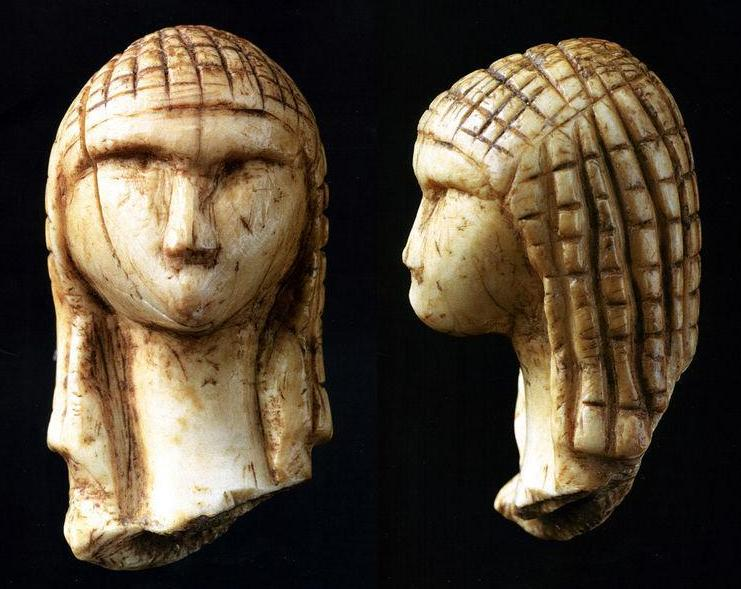
La Signora di Brassempouy, una delle più antiche rappresentazioni del volto umano

Tracce di occupazione umana del Paleolitico superiore (Aurignaziano, Gravettiano, Magdaleniano) nell'attuale territorio della Guascogna sono presenti nelle grotte, talvolta ricoperte da pitture rupestri, del Labourd (Sare) nei Pirenei Atlantici, del Pays d'Orthe (Duruthy) nelle Landes, delle Quatre-Vallées (Troubat, Labastide, Noisetier) negli Alti Pirenei, del Comminges (Aurignac - scavata da Édouard Lartet e dalla quale ha preso nome l'Aurignaziano -, Gargas, Marsoulas, Tarté) nell'Alta Garonna, o del Couserans (Tuc d'Audoubert, Trois-Frères) nell'Ariège.
Oltre alle tracce di una presenza umana fin dall'Acheulano (Paleolitico inferiore) e alla scoperta della mandibola di Montmaurin attestante la presenza di un neandertaliano antico nelle gole del Seygouade (grotte di Montmaurin), questo sito del Comminges negli Alti Pirenei e quello di Brassempouy nella Chalosse (Landes), hanno fornito alcune rappresentazioni femminili risalenti al Gravettiano, le veneri paleolitiche di Lespugue e di Brassempouy. In quest'ultimo sito è stata rinvenuta la Signora di Brassempouy, nella cui pettinatura molti autori hanno voluto vedere un antesignano del capulet, una caratteristica cuffia indossata dalle donne dei Pirenei.
Il megalite di Guillay nel Tursan (dipartimento delle Landes) e la via della transumanza della Ténarèze che attraversa le due regioni dell'Aquitania e del Midi-Pirenei, dall'oceano alle montagne, testimoniano l'attività umana nel territorio della Guascogna fin dal Neolitico.

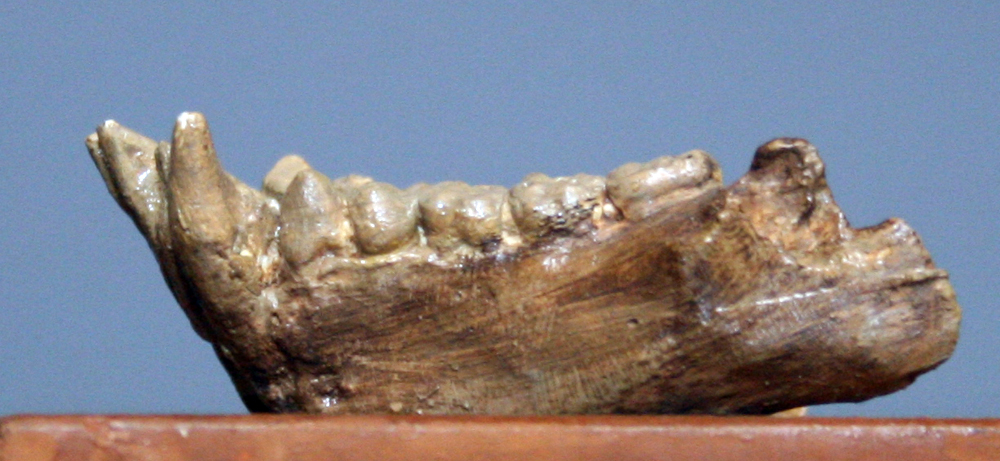
Frammento di mandibola di Pliopithecus antiquus (Sansan).
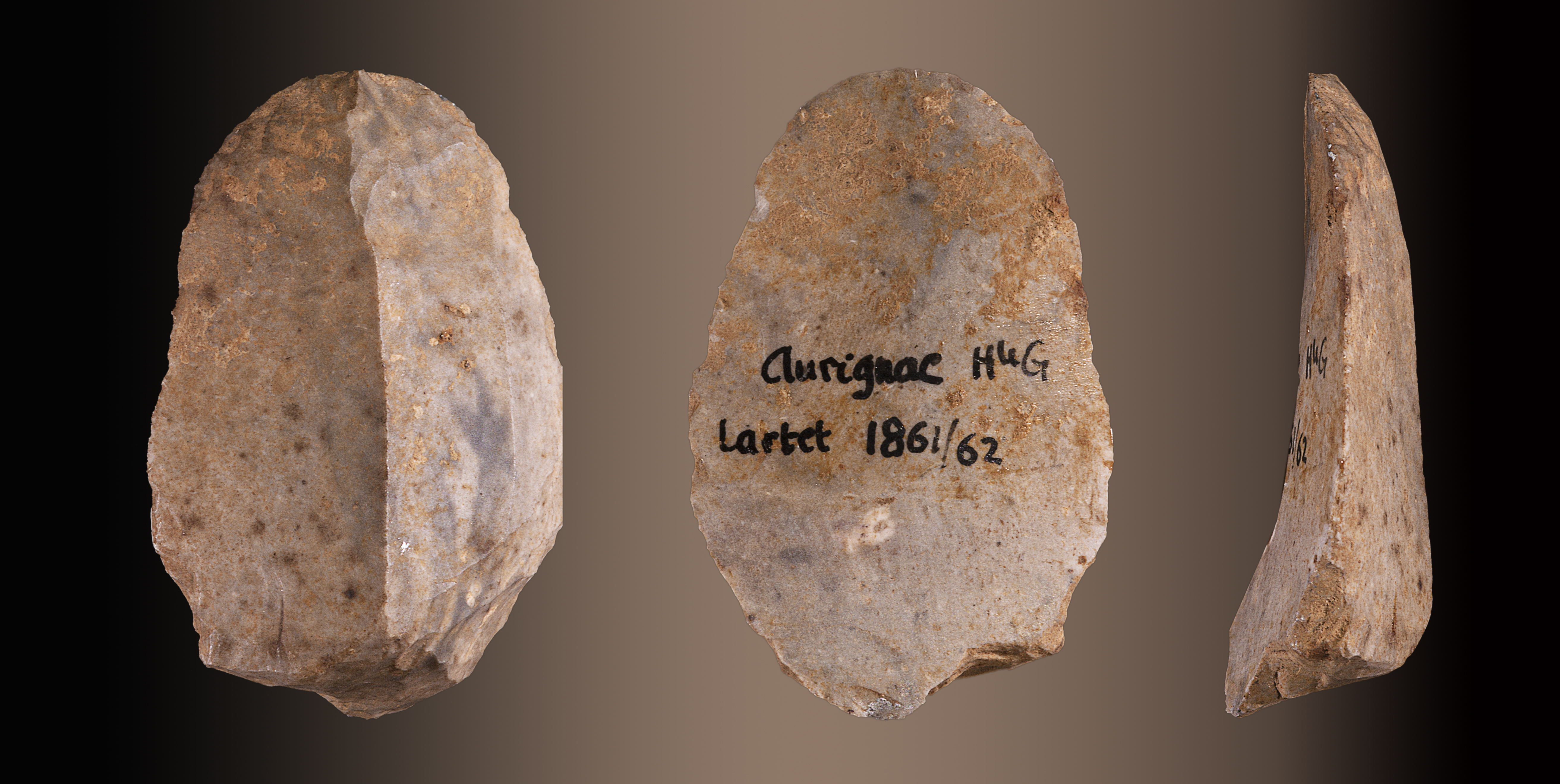
Lama di selce (grotta di Aurignac).
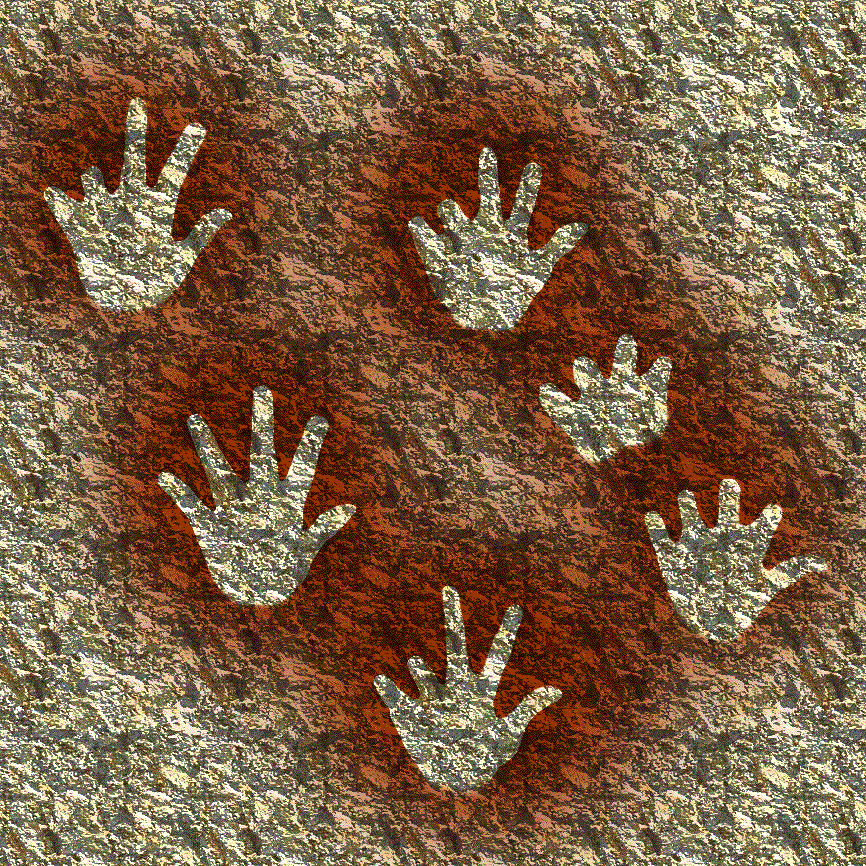
Negativi di mani (grotte di Gargas).
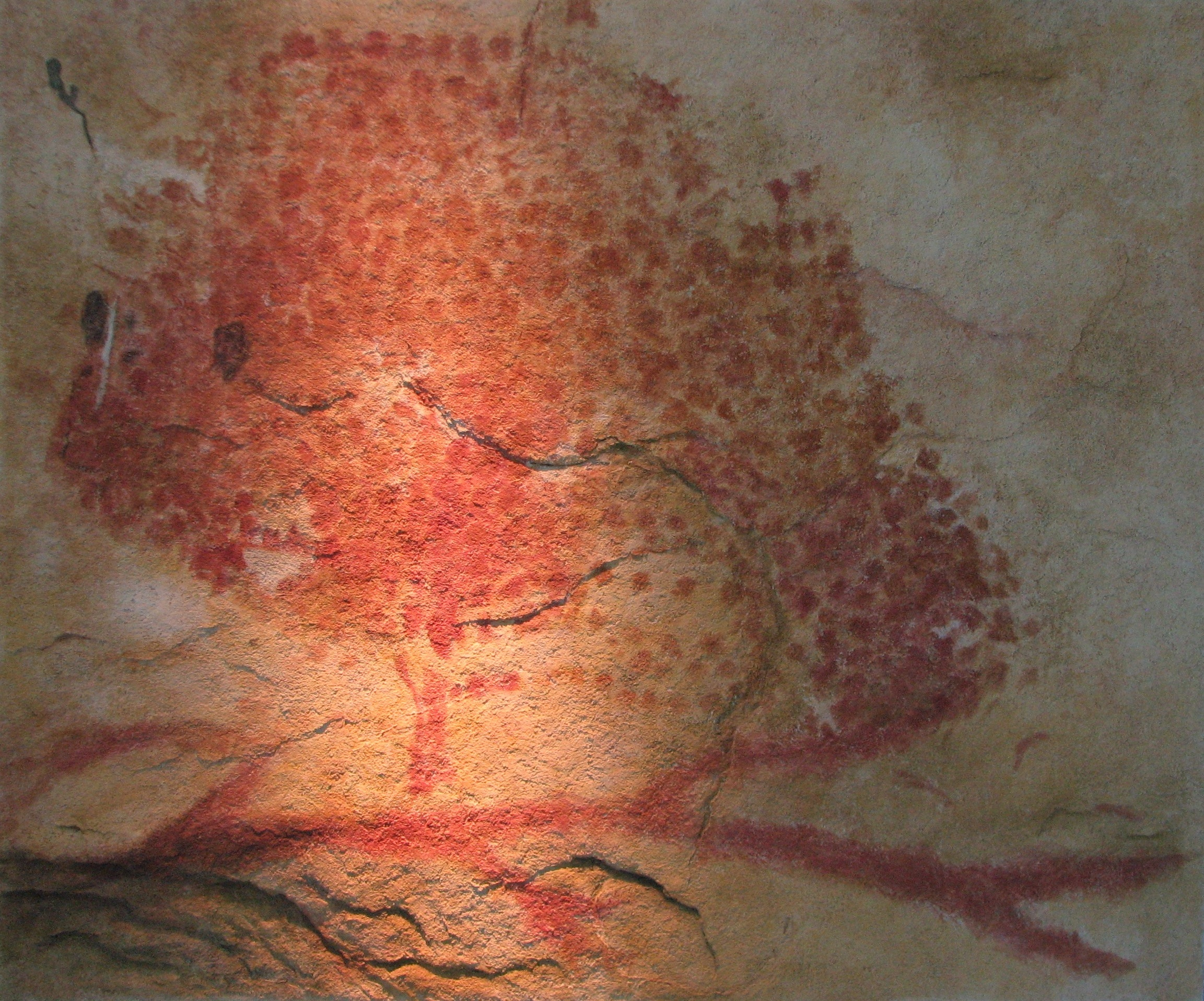
Bisonte dipinto (grotta di Marsoulas).
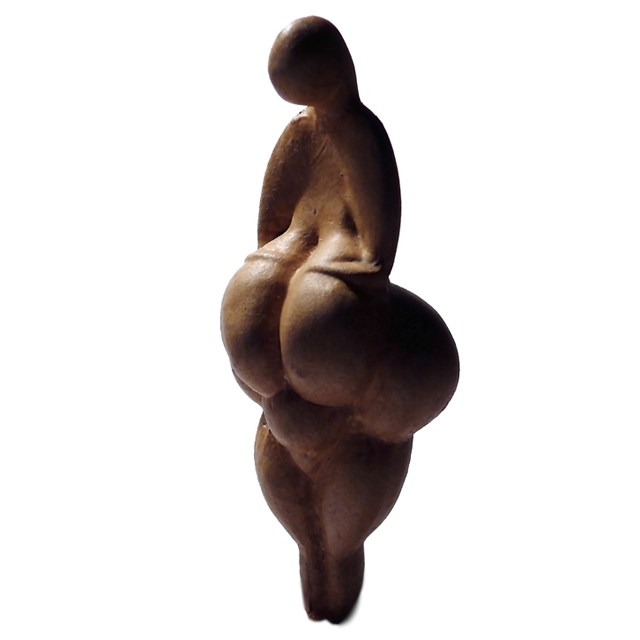
Venere di Lespugue.
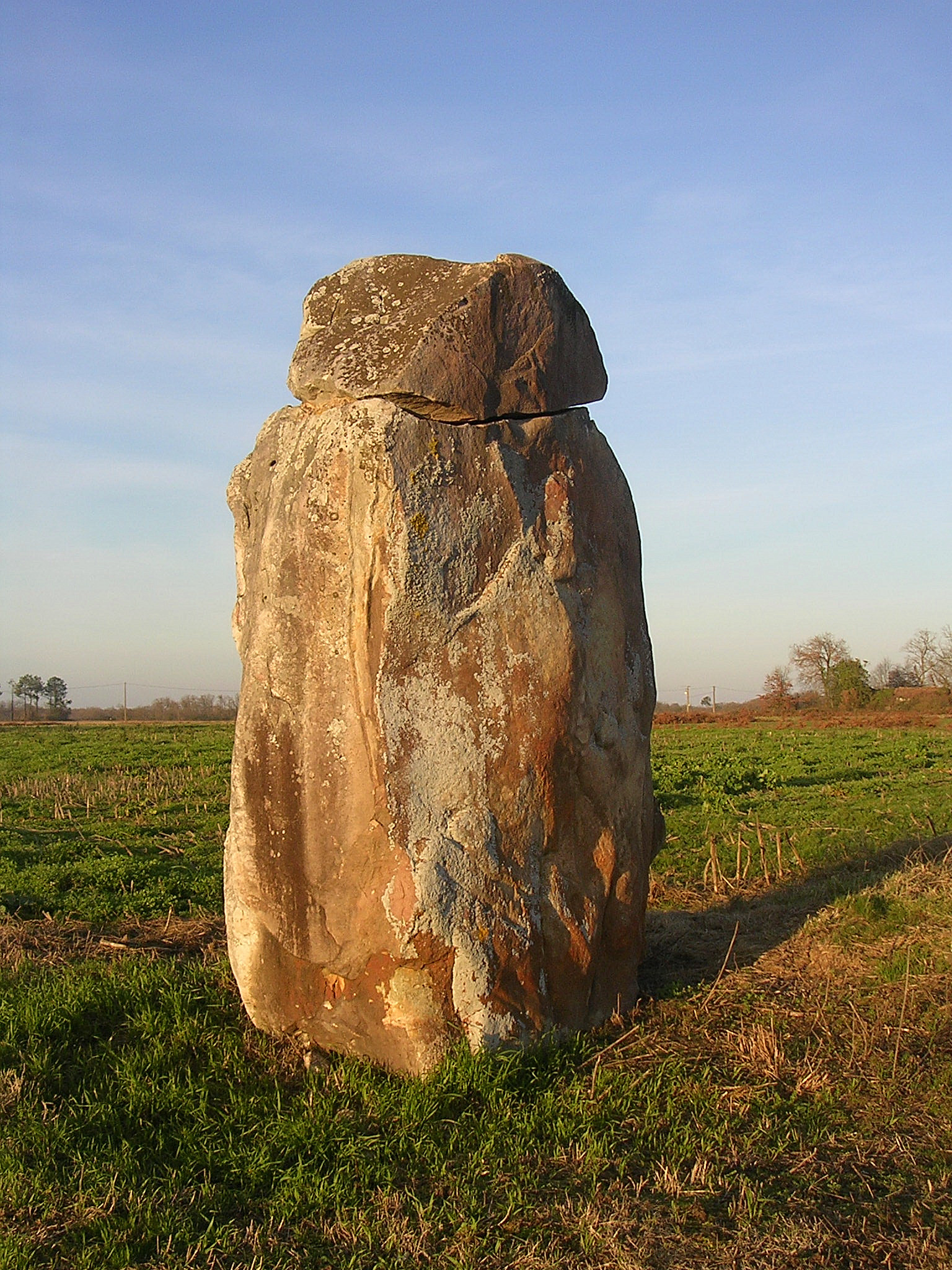
Megalite di Guillay.

### L'Antichità

#### L'Aquitania protostorica
Quando i Romani conquistarono la Gallia Narbonense, si imbatterono, al di là di Tolosa, in un popolo a loro sconosciuto, che non era assimilabile né ai Liguri né ai Celti. Diodoro Siculo, che ne fece menzione per la prima volta nel 60 a.C., li identificò come «Celtiberi». Furono chiamati «Aquitani», ma lo stesso Cesare ammise che avevano molte analogie con gli Iberi a sud dei Pirenei, e il loro nome, come riferisce Plinio il Vecchio, fu dato alla regione che abitavano.. Antropologi e linguisti riconoscono ormai in questi popoli, distinti dai Galli, il carattere di popolazioni protobasche, aventi affinità etniche e linguistiche con i Vasconi.
Al momento in cui i romani giunsero nella regione, il territorio dell'Aquitania era abitato da una trentina di tribù demograficamente disuguali, tra cui si possono annoverare i bigerrioni, i tarbelli, i tarusati, i soziati, i lactorati, gli elusati, gli ausci, i vasati, i garonni e i cocosati.

#### L'Aquitania di Cesare
Semplici spettatori della conquista della Gallia da parte dei Romani, gli Aquitani ne furono coinvolti in prima persona nel 56 a.C. quando Cesare inaricò Publio Crasso di sottomettere l'Aquitania. Inizialmente venne preso d'assedio l'oppidum di Sos, dove i Soziati e il loro capo Adiatuano furono sconfitti. Crasso proseguì quindi il suo compito, che terminò piuttosto rapidamente sull'Adour, nonostante l'aiuto dei Cantabri che avevano combattuto nella guerra sertoriana contro Pompeo, dove il legato Lucio Valerio Preconio e il proconsole Lucio Manlio erano stati sconfitti. Dopo la conquista romana, giunsero nella regione i Biturigi Vivisci, Celti deportati dai Romani nel Bordelais, sulla riva sinistra della Garonna e residenti, secondo Strabone, nel territorio dell'Aquitania, senza pagare tributi.
Nel 51 a.C., Cesare stesso si recò in Aquitania con lo scopo di «pacificare» la regione con l'appoggio di due legioni e la cattura di ostaggi tra i turbolenti popoli aquitani che non erano ancora stati sottomessi completamente da Publio Crasso.

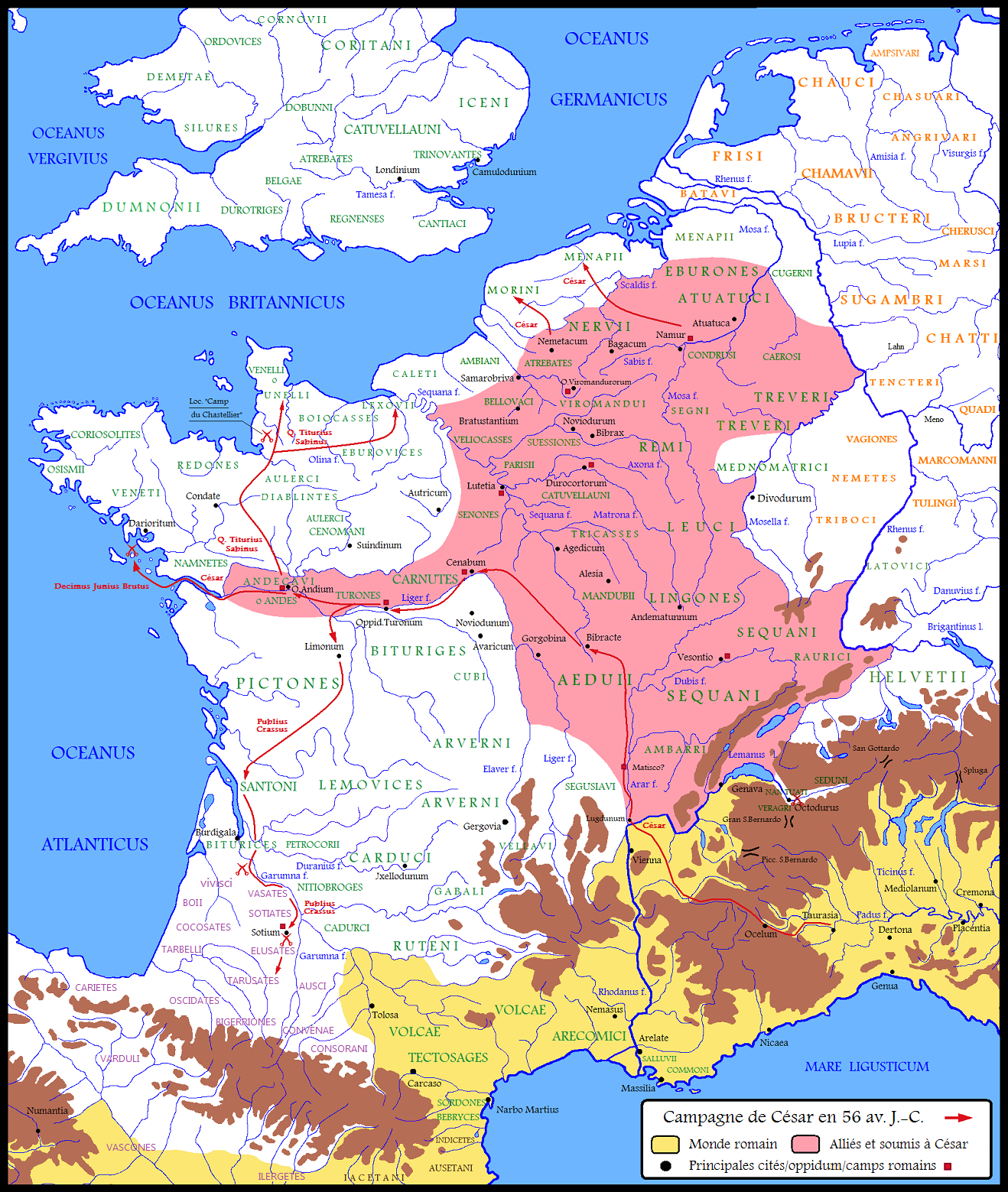
Guerre galliche, terzo anno della campagna di Giulio Cesare nel 56 a.C. e itinerario di Publio Crasso in Aquitania.
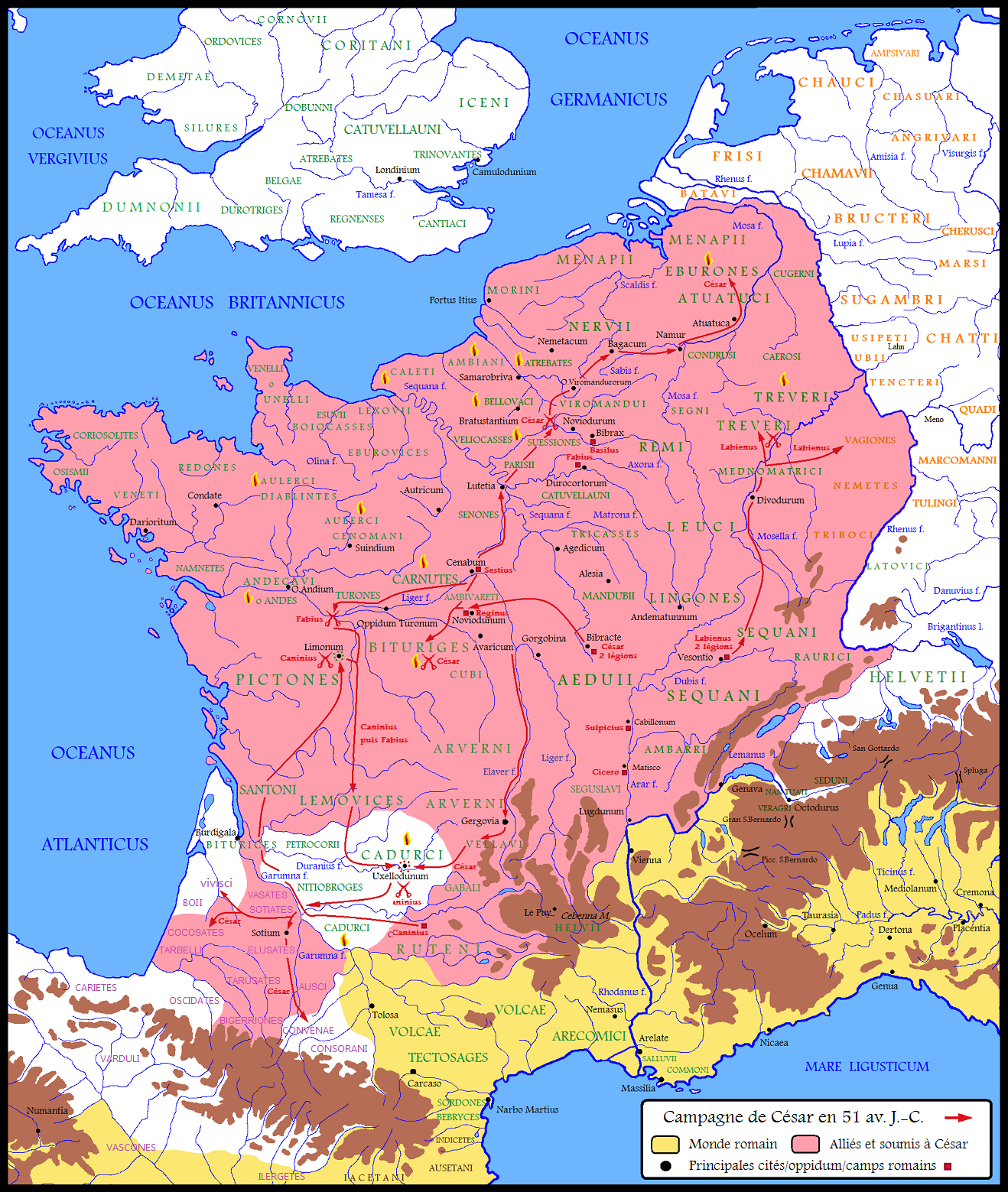
Ottavo anno di campagna nel 51 a.C. e itinerario di Cesare in Aquitania.

#### L'Aquitania di Augusto
Le vittorie di Cesare non impedirono agli Aquitani di ricostituire la loro unità e le loro forze, alle quali si oppose ancora Agrippa, inviato da Ottaviano nel 38 a.C. Nel 27 a.C., Augusto riorganizzò l'amministrazione della Gallia ristabilendo la Narbonense e dividendo il resto della Gallia in tre province: l'Aquitania, estesa dai Pirenei e dall'oceano Atlantico alla Loira, la Lugdunense, che comprendeva l'Armorica, e la Belgica. Mescolandoli nello stesso territorio con i popoli celtici installati al di là della Garonna, usando i Biturgi Vivisci e i Nitiobrogi come intermediari, Augusto indebolì l'unità degli Aquitani e soffocò il loro spirito di ribellione. Concedendo il diritto latino ad alcuni di essi (Ausci, Conveni) e trasformando le loro città in colonie romane (le antiche Elimberrum e Aquae Tarbellicae divennero rispettivamente Augusta Auscorum e Aquae Augustae), consolidò la sua politica di assimilazione.

#### La Novempopulana di Diocleziano
Fu solo nel III secolo che i popoli dell'Aquitania ottennero la separazione dal resto della Gallia Aquitania. L'iscrizione su una stele nella chiesa di Hasparren indica che furono nove i popoli che si separarono dai Galli. Essi andarono a costituire la Novempopulana, con capitale Eauze. Il resto dell'Aquitania venne diviso in due parti: l'Aquitania seconda, con capitale Bordeaux, e l'Aquitania prima, con capitale Bourges.
La Novempopulana comprenderà in seguito dodici popoli, ma manterrà comunque il suo nome. Nel 297, Diocleziano divise la Gallia in 120 città ripartite in 17 province. Le nove città che costituivano la Novempopulana erano: le città degli Elusati (Eauze), degli Aquensi o Tarbelli (Aqs, l'odierna Dax), dei Lactorati (Lectoure), dei Conveni (Saint-Bertrand-de-Comminges), dei Consoranni (Saint-Lizier), dei Boiati (La Teste-de-Buch), dei Benearnensi (Lescar), degli Aturensi (Aire), dei Vasati (Bazas), la civitas di Turba (nei pressi di Tarbes, tra i Bigerrioni), la città degli Ilurensi (Oloron) e la città degli Ausci (Auch).
Queste popolazioni presero in prestito molte cose dai vincitori romani, in particolare la loro lingua. Finirono per adottare il latino, ma deformandolo in funzione della loro lingua d'origine, dando così vita a una nuova lingua: il guascone. A partire dalle città, il latino iniziò a diffondersi anche nelle campagne. Solo le popolazioni delle valli dei Pirenei sfuggirono al contagio, e i loro discendenti parlano ancora la loro lingua d'origine: il basco. L'amministrazione romana assicurò l'ordine e la pace in Novempopulana per circa due secoli. Poi, il declino dell'impero romano fece precipitare la situazione anche in Gallia, preparando così il terreno alle invasioni barbariche.

#### I «barbari»
I Vandali, gli Alani e i Suebi, spinti verso ovest dagli Unni, attraversarono la frontiera del Reno negli ultimi giorni del 406. Giunsero in Novempopulana nel 409, ma, dopo averla saccheggiata, passarono oltre e si stabilirono in Spagna. Ad essi seguirono i Visigoti.
Nel 412, il re visigoto Ataulfo, successore di Alarico I, ottenne dall'imperatore romano Onorio, in cambio dei suoi servigi, il permesso di stabilirsi in terra gallica (cfr. Giordane). Ataulfo venne assassinato a Barcellona nel settembre 415 e fu sostituito da Vallia, che regnò dal 415 al 418. Quest'ultimo, dopo aver negoziato con l'imperatore Onorio, ottenne il dominio dell'Aquitania seconda e delle città vicine. Il nuovo regno visigoto, che aveva Tolosa come capitale, comprendeva Poitiers, Angoulême, Saintes, Périgueux, Bordeaux e la Novempopulana.
Sembra che i re visigoti abbiano capito che era meglio risparmiare le popolazioni indigene, che chiamavano «i Romani». Nacque così l'organizzazione visigota e, senza le discordie religiose, sarebbe andato tutto perfetto tra Goti e «Romani». Chiamato dai vescovi di Novempopulana, Clodoveo venne in soccorso delle popolazioni. Nel 507, i Franchi sconfissero Alarico II, re dei Visigoti, nella battaglia di Vouillé. I Goti mantennero solo la Gallia Narbonense e la Novempopulana passò sotto il controllo dei Franchi.

### Il Medioevo

#### I Franchi
Il VI secolo fu un lungo susseguirsi di una serie di guerre civili, devastazioni da parte di bande armate, rivolte e brigantaggio. Un vano tentativo di mettersi sotto la protezione di un re illegittimo merovingio, Gundovaldo, ebbe termine nel 586 dopo l'assedio di Lugdunum Convenarum, l'attuale comune di Saint-Bertrand-de-Comminges nell'Alta Garonna. Nel VII secolo la dominazione franca, sotto la pressione, a quanto pare, di fenomeni sociali attuati silenziosamente, ebbe termine.

#### LaVasconia

I ducati di Aquitania e di Vasconia (710-740) in unione personale

I Wasconi, detti anche Guasconi o Vasconi, si ribellarono più volte ai Merovingi. I due figli di Childeberto II, Teodeberto II, re d'Austrasia, e Teodorico II, re di Burgundia, li sconfissero e imposero loro un duca, Geniale.
L'autorità di Geniale, come quella del suo successore Aighinano, condottiero sassone, fu più o meno efficace, in quanto sembra che nel 626 i Vasconi si siano ritirati dalla regione a seguito di una rivolta. In effetti, erano già indipendenti alla morte di Clotario II nel 629, quando suo figlio Cariberto II ricevette, a seguito della divisione del regno, il «regno di Tolosa». La Vasconia faceva certamente parte del regno che il fratellastro maggiore Dagoberto I aveva creato per lui, ma dovette conquistarla. La conquista era appena terminata quando Cariberto II morì, presto seguito nella tomba dal suo figlio e successore, Chilperico, morto all'età di sei mesi. Cariberto II aveva tuttavia anche due figlie: Fligberta, che andò in sposa a Bertrando di Bordeaux, e Oda, madre di Lupo I che riuscì a recuperare l'eredità del nonno materno.
Dagoberto, divenuto padrone unico della Vasconia, dovette fronteggiare nel 635 una rivolta dei Vasconi che, sconfitti, gli giurarono fedeltà. I re fannulloni che gli succedettero prestarono poca attenzione alla Vasconia, che, assieme all'Aquitania, riconquistò gradualmente la sua autonomia. La potenza franca, troppo impegnata a combattere contro l'Austrasia, poi contro i Germani, permise che si stabilisse un nuovo ordine.
Tra il 660 e il 670, in seguito all'alleanza tra Aquitania e Vasconi, riapparve, pur con un altro nome, il regno di Tolosa, che ebbe come capo Felice, patrizio di Tolosa. Gli successe Lupo I, incoronato duca d'Aquitania e di Wasconia nel 672. Quest'ultimo, figlio di Boggio di Comminges (figlio di Oddone di Comminges, a sua volta figlio di Bertrando di Bordeaux, vescovo-conte di Bordeaux) e di Oda d'Aquitania (figlia di Cariberto II e di Gisella di Saint-Amand d'Elnone), morì nel 710.
Il suo successore, Oddone d'Aquitania, alias Yon re di Vasconia, padre di Hunaldo I detto Huon di Bordeaux, era senza dubbio figlio di Lupo I. Il suo avvento coincise con l'arrivo degli Arabi in Spagna. Oddone fermò l'invasione araba a Tolosa il 9 giugno 721: fu la prima battuta d'arresto a tale invasione in Occidente. Oddone venne per questo dichiarato «eroe salvatore della Cristianità» da papa Gregorio II (nel Liber Pontificalis). Tale vittoria servì a contenere l'invasione araba fino al 731, quando Carlo Martello attaccherà da nord depistato dalle voci diffuse dai Saraceni di Abd al-Rahman. Oddone abbandonò quindi la difesa del sud per dare sostegno all'attacco di Martello. Gli Arabi ne approfittarono per distruggere, con una rapida incursione, Bordeaux (732) e sferrare un assalto a Poitiers. Grazie al sacrificio dell'esercito vascone di Oddone (e alla battaglia di Brioude che fermò i rinforzi arabi), Abd al-Rahman giunse a Poitiers in uno stato deplorevole e Martello dovette solo dargli il colpo di grazia (25 ottobre 732) e raccogliere così la facile gloria di salvatore della Cristianità (e della Francia) che tuttavia mise quasi in pericolo mortale con la sua condotta sconsiderata (cfr. la lettera 740 di papa Gregorio III). Ma l'alleanza con Carlo Martello permise di sconfiggere gli invasori nella battaglia di Poitiers e di respingerli in Spagna.
Oddone d'Aquitania morì nel 735. Ebbe, a quanto pare, cinque figli: una femmina, Lampegia, e quattro figli: il maggiore, Hunaldo I, primo duca d'Aquitania e di Vasconia, morto a Pavia nel 774, Lupo II, duca di Vasconia dal 769 al 778, Remistano, marchese del Limosino e decapitato per ordine di Pipino il Breve, del quale la storia ha conservato solo poche tracce, e Attone, morto dopo essere stato accecato per ordine del fratello Hunaldo I, conte di Poitiers e, a quanto pare, signore del Poitou.
Quando morì, nel 735, le sue spoglie furono sepolte nel monastero dell'isola di Ré, da lui fondato, e gli successe Hunaldo I, che si rifiutò di prestare giuramento di fedeltà a Carlo Martello. Ne seguì una lunga lotta che costringerà Hunaldo ad abdicare nel 745. Rimarrà molti anni a Roma per perorare la causa degli Aquitani, ma i pontefici avevano già scelto di appoggiare i Pipinidi, potenza di tutto l'Occidente, a svantaggio dei Merovingi d'Aquitania, semplice potenza locale. Suo figlio Waifer (detto Guaiferio) prese il testimone, ma fu tradito e assassinato nel 768, quando era in procinto di arrendersi a Pipino il Breve. Pipino, consacrato re dei Franchi nel 751, suddivise la Vasconia in ducato d'Aquitania (tra la Loira e la Garonna) e ducato di Vasconia (a sud della Garonna).

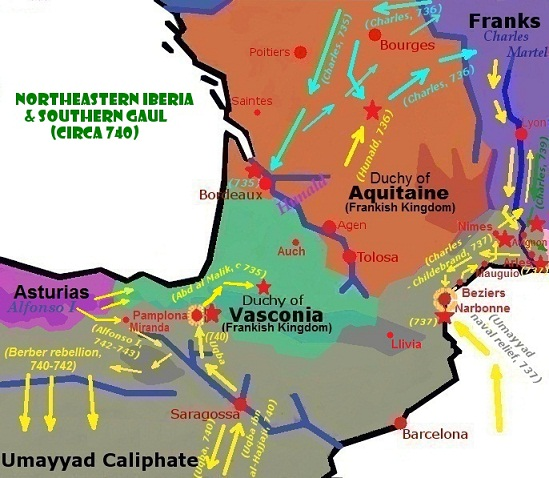
Il Ducato era destinato a dominare nel corso dei baschi (Vascones)

L'Aquitania tornò sotto il dominio dei Franchi e i Vasconi elessero come duca Lupo II, figlio di Oddone, che allora aveva circa 53 anni. Hunaldo II, figlio di Waifer, aveva cercato di sollevare l'Aquitania contro Carlo Magno, e Lupo II, che gli aveva dato rifugio nel 769, fu obbligato da Carlo Magno a consegnargli il fuggiasco per evitare che la Vasconia venisse invasa. Il re di Aquisgrana divenne così signore dell'Aquitania e della Vasconia, o almeno così credeva, poiché fu proprio in questo periodo, nel 778, che avvenne l'episodio di Roncisvalle, dove la retroguardia del suo esercito, che aveva distrutto le mura di Pamplona (Iruñea) - lasciando così la città in balia dei Mori -, fu decimata dai Vasconi.

#### Il regno d'Aquitania
Nel 781, Carlo Magno incoronò il suo terzo figlio, Ludovico, allora di tre anni, re d'Aquitania. Questo nuovo stato, il regno d'Aquitania, comprendeva, oltre all'Aquitania propriamente detta, anche il ducato di Vasconia, e aveva Tolosa come capitale. La sua amministrazione venne affidata a Guglielmo, conte di Tolosa e duca d'Aquitania.
I Vasconi avevano innalzato al potere, dopo la morte di Lupo II, uno dei suoi figli, Sancho I Lopez, che riconobbe la sovranità di Carlo Magno e prese parte, contro la sua volontà ma fedele al vincolo di lealtà che lo legava a quest'ultimo, alla spedizione organizzata dal re d'Aquitania contro Barcellona nell'801. Tuttavia questo riconoscimento fu di breve durata, perché nell'802 Pamplona aveva giurato fedeltà all'emiro di Cordova. In ogni caso, nell'812, dopo una rivolta vascone contro i Franchi guidata da Semen I Lopez, fratello maggiore di Sancho I Lopez che ne aveva preso il posto alla morte, una nuova spedizione guidata da Ludovico il Pio, figlio di Carlo Magno, arrivò fino a Pamplona passando per Dax per consolidare la sua vacillante autorità. Ludovico stavolta, per non ripetere la disfatta del 778, prese la precauzione, al ritorno da Roncisvalle, di prendere in ostaggio donne e bambini vasconi che non liberò fino a quando non giunse in una zona sicura dove il suo esercito non correva più il rischio di imboscate.
Alla morte di Carlo Magno, Ludovico il Pio divenne imperatore e associò i suoi figli al governo. Nell'817, donò a Pipino I d'Aquitania la Vasconia, la marca di Tolosa e parte della Settimania e della Borgogna. Nel frattempo, nel ducato di Vasconia, García Jiménez, il figlio maggiore di Semen Lopez, era succeduto al padre, morto nell'816. Ma García Jiménez morì nell'818 e fu sostituito, a sua volta, da un cugino di primo grado, Lupo III. Nell'819, quest'ultimo fu privato delle sue proprietà da Pipino I, che lo bandì dai suoi possedimenti. Tuttavia, per conciliarsi i Vasconi, dette loro per capo Aznar Sánchez, figlio di Sancho, che lo aiutò a reprimere le rivolte vasconi. Era l'epoca della contea di Vasconia, che verrà elevata a ducato di Vasconia nell'852.
Alla morte di Aznar Sánchez nell'836, questa contea, poi ducato, di Vasconia tornò al fratello Sancho II Sánchez, sostituito alla morte, intorno all'855, dal nipote Arnoldo, figlio di sua sorella Sancha e di Emenone, conte di Poitiers, poi di Angoulême. Arnoldo morì nell'864 e da allora la successione dei duchi guasconi non è affatto chiara. Una leggenda afferma che nell'864 i Guasconi nominarono come conte Sancho II «Mitarra», nipote di García I Jiménez. Questo Sancho II «Mitarra» (o «Menditarra») sarebbe il capostipite dei futuri duchi e conti di Guascogna che si succedettero fino al 1032, data della morte dell'ultimo principe di questa famiglia.

#### I duchi e i conti di Guascogna

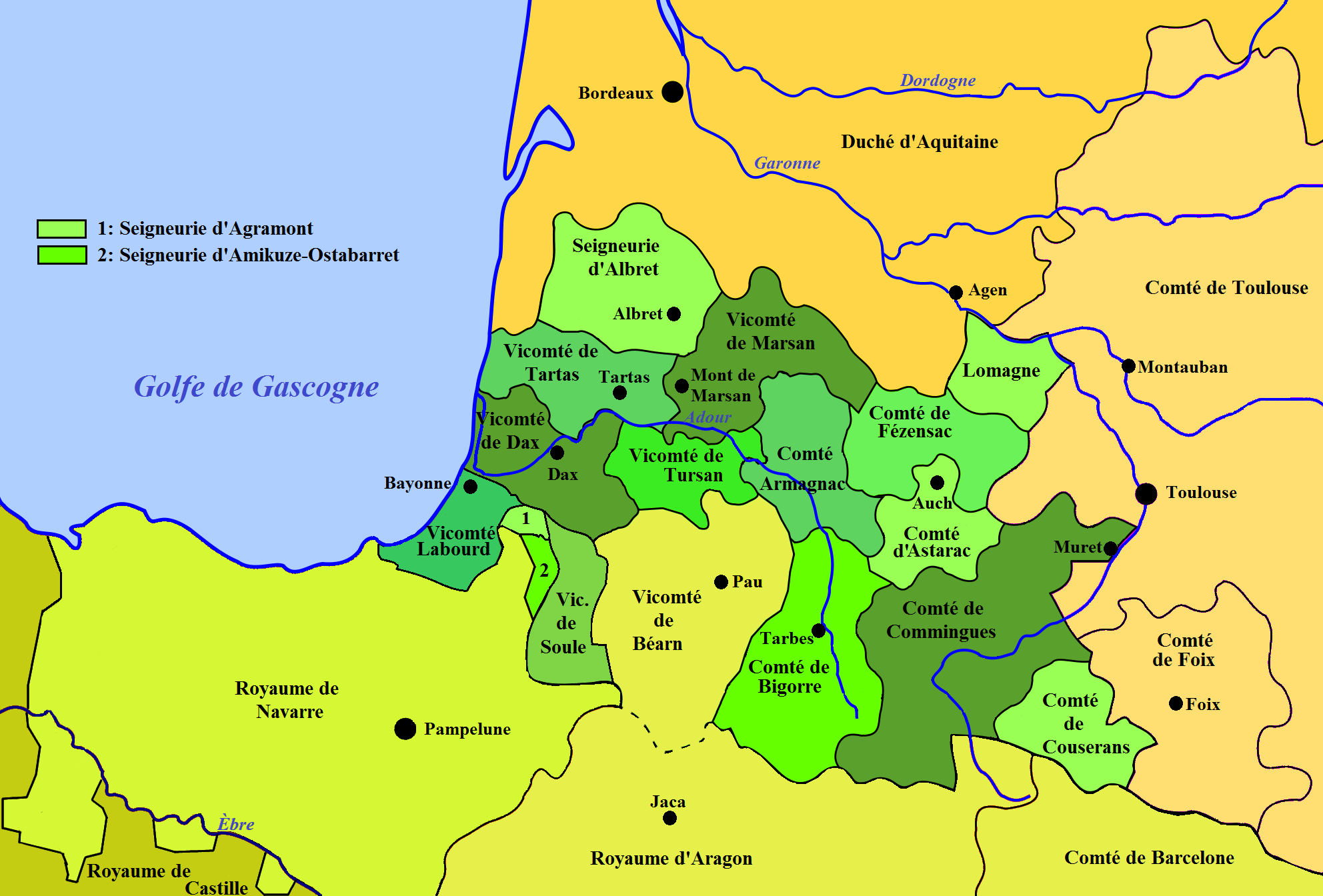
Il ducato di Guascogna nel 1150, dipendenza del ducato d'Aquitania

La cronologia difficile da districare dei duchi e dei conti di Guascogna diventa un po' più chiara a partire da Sancho Mittara. Suo figlio Garcia Sánchez, detto lo Zoppo, gli successe come padrone della Guascogna prima dell'893. Ebbe tre figli: Sancho Garcés, che gli succederà verso il 930 alla guida di un ducato mutilato a causa dell'operato dei fratelli, Guglielmo Garcés, capostipite dei conti di Fezensac e d'Armagnac, e Arnoldo Garcés, capostipite dei conti d'Astarac. Pare che Sancho Garcés abbia avuto almeno tre figli: Sancho, Guglielmo e Gombaud.
A Sancho Sánchez, morto senza lasciare figli, successe intorno al 961 il fratello Guglielmo Sánchez, divenuto famoso per la sua vittoria sui Vichinghi, che regnò sulla Guascogna almeno fino al 996. Ebbe, dalla moglie Urraca, figlia di García Sánchez, re di Pamplona, cinque figli: Bernardo Guglielmo, Sancho Guglielmo, Brisca, moglie di Guglielmo V di Aquitania, conte di Poitiers e duca d'Aquitania, Garsenda, moglie di un gran signore di Borgogna, e Toda, moglie di Bernardo I, conte di Besalú.
Bernardo Guglielmo, duca di Guascogna e conte di Bordeaux, morì il 25 dicembre 1009 senza lasciare discendenti e il potere passò al fratello Sancho Guglielmo, che governò fino alla morte, avvenuta il 4 ottobre 1032. Suo nipote, Oddone di Poitiers, ereditò il ducato di Guascogna e poi la contea di Bordeaux. Morì nel 1039 e fu riconosciuto conte di Guascogna Bernardo, detto Tupamaler, conte d'Armagnac.
Bernardo era, infatti, il nipote di Brisca di Guascogna ed era quindi il discendente più diretto di Guglielmo Sánchez. Ma il fratello di Oddone, Guido Goffredo o Guglielmo VIII, duca d'Aquitania, contestò tale scelta, essendo divenuto conte di Bordeaux intorno al 1044. Dopo molte peripezie, i Poitevini riuscirono a sconfiggere Bernardo nella battaglia della Castelle nel 1063. A Guido Goffredo, meglio conosciuto con il nome di Guglielmo VIII d'Aquitania, successe Guglielmo IX, il famoso trovatore, quindi Guglielmo X di Aquitania, che morì nel 1137 lasciando la corona d'Aquitania alla figlia Eleonora.
Nel 1152, a seguito del matrimonio di Eleonora con Enrico II Plantageneto, conte d'Angiò e duca di Normandia, il ducato d'Aquitania e quello di Guascogna andarono a confluire nell'impero plantageneto, che comprendeva l'Inghilterra, la Normandia e l'Angiò-Maine-Turenna. La storia della Guascogna come territorio politico unito e indipendente termina qui, ma non la storia della Guascogna medievale.

#### Visconti e conti nella Guascogna medievale
La Guascogna di Sancho II Sánchez di Vasconia conobbe una serie di divisioni territoriali tra i discendenti del Gobbo e la creazione di un mosaico di feudi. I loro detentori, inizialmente vassalli del duca di Guascogna, sfruttarono la situazione creata dalle circostanze (come il passaggio del ducato nelle mani dei conti di Poitou) o da successive alleanze.
Il visconte era una nuova istituzione dell'epoca carolingia: la parola è presente nei documenti a partire dal IX secolo. In Guascogna, verso la fine del X secolo e l'inizio dell'XI, apparvero diverse viscontee, le più importanti delle quali erano quelle di Dax, Tartas, Maremne, Labourd, Béarn, Oloron, Marsan e Gabardan. La loro durata sarà più o meno lunga, a seconda delle ulteriori fusioni, come quella tra le viscontee di Oloron e Béarn (a seguito di un matrimonio) a metà dell'XI secolo.
In seno al ducato di Guascogna si formarono anche le contee di Bigorre e di Fezensac (IX secolo) e quelle di Armagnac e di Comminges (X secolo).
Si potrebbe quindi affermare che in Guascogna, soprattutto dopo il periodo dei duchi, ogni signore (conte, visconte) conducesse una politica autonoma. La principale divisione sarà, durante la guerra dei cent'anni, quella che vedrà contrapposte una Gascogna occidentale, situata intorno a Bordeaux, Dax e Bayonne, unita all'Inghilterra (fino al 1451/1453), e una Gascogna orientale situata intorno alle contee d'Armagnac e di Bigorre e ai territori di Foix e Béarn, che saranno filofrancesi. Al contrario, il conte di Foix e signore di Béarn Gastone III di Foix, detto Febo, rivendicherà la neutralità e la sovranità sul Béarn (XIV secolo). Nella guerra dei cent'anni, la Guascogna è stata protagonista di una campagna militare che ha visto trionfare gli inglesi, provocando ingenti danni ai francesi.

### L'età moderna

#### Il ducato di Guienna e Guascogna
In questo periodo (XVI-XVIII secolo), il territorio della Guascogna fu incluso nella provincia che divenne il ducato d'Aquitania, anche chiamato ducato di Guienna e Gascogna nel 1789. Le generalità (di Auch e di Pau, per quanto riguarda la Guascogna) furono delle circoscrizioni amministrative reali il cui ruolo si rafforzò tra il XVI e il XVIII secolo. Scomparvero durante la rivoluzione francese, per essere sostituite nel 1790 dai dipartimenti.
A livello ecclesiastico l'arcivescovato di Auch, composto (all'origine) da una dozzina di diocesi delle città (civitas) del Tardo impero romano, è sopravvissuto fino al 2002. Tuttavia i confini di queste diocesi vengono ancora utilizzati per tracciare i confini delle città di Novempopulana.
La parte guascone del ducato di Guienna e Guascogna, alla vigilia della rivoluzione, era costituita dalle seguenti contee, viscontee e signorie: la contea d'Armagnac con l'Eauzan, il Basso Armagnac, la viscontea di Rivière-Basse, la viscontea di Vic-Fezensac, l'Alto Armagnac e la viscontea del Fézensaguet; la contea d'Astarac con la viscontea del Magnoac; la contea di Lomagne; la contea de L'Isle-Jourdain; la viscontea del Brulhois; le enclaves guasconi della giurisdizione di Rivière-Verdun.

#### Fine dell'Ancien Régime

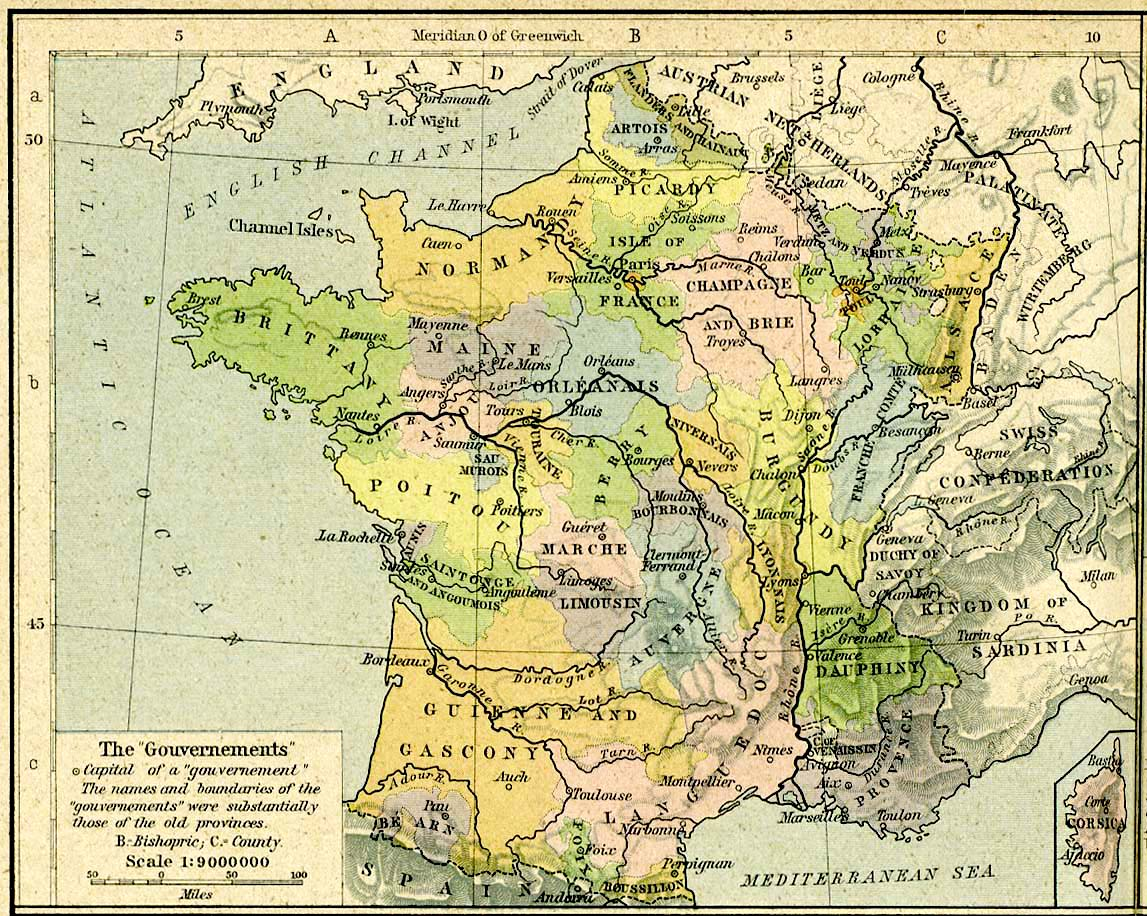
Il governamento di Guienna e Guascogna sotto l'Ancien Régime

Le lettere patenti reali pubblicate il 4 marzo 1790, in seguito ai decreti adottati dall'Assemblea nazionale il 15 gennaio e il 16 e 26 febbraio, «dopo aver ascoltato i deputati di tutte le province», che ordinarono la divisione della Francia in ottantatré dipartimenti, elencano le antiche «province» che avrebbero dato vita a queste circoscrizioni di nuovo genere agli albori dell'era contemporanea.
Tuttavia, l'ordinanza precisava che la divisione valeva solamente per l'esercizio del potere amministrativo; fino a nuova comunicazione, per la riscossione dei tributi e il potere giudiziario erano sempre valide le antiche suddivisioni. L'elenco riguardava quindi non le «province» (governamenti militari), che erano trentadue, né le diocesi o le giurisdizioni dei parlamenti, ma le circoscrizioni fiscali o quelle dei paesi di consuetudine (baliati e siniscalcati).
Per quanto riguarda il territorio delimitato nel XVIII secolo dai geografi Guillaume Delisle e Gilles Robert de Vaugondy o dallo storico Jean-Joseph Expilly come «provincia» di Guascogna, corrispondente ai dipartimenti del Gers, delle Landes, degli Alti Pirenei e parte dei Pirenei Atlantici, della Gironda, di Lot e Garonna, di Tarn e Garonna, dell'Alta Garonna e dell'Ariège, le circoscrizioni citate in questo elenco sono i seguenti: Bordelois, Bazadois, Agénois, Condomois, Armagnac, Chalosse, Pays de Marsan e Landes che costituiranno quattro dipartimenti, Paese basco e Béarn, un dipartimento, Bigorre e Quatre-Vallées, un dipartimento, Couserans e Foix, un dipartimento, Linguadoca, Comminges, Nébouzan e Rivière-Verdun, sette dipartimenti.
Tra i territori citati, il Bordelais, il Bazadais e l'Agenais erano condivisi con l'antica provincia di Guienna, la Linguadoca, la Contea di Foix e il Béarn sono fuori dalla Gascogna e solo la Soule e il Labourd tra i «Baschi» sono in Guascogna, alla quale Jean-Joseph Expilly aggiunge anche il Tursan e una parte dell'Albret. Non si tratta dunque della Guascogna propriamente detta, la quale, all'interno del governamento militare di Guienna e Guascogna, non era una realtà amministrativa a sé, cioè quella che viene presa in considerazione in questo articolo, ma delle «province» che la costituiscono e che talvolta si trovano a cavallo di altri territori.

### L'età contemporanea

#### Stato centralizzato
Per tutto il XIX secolo e la prima metà del Novecento (e anche oltre) il potere politico in Francia si è basato su uno Stato centralizzato riflesso in ogni dipartimento da un prefetto e da sottoprefetti, rappresentanti dello Stato centrale e nominati dal governo.
Alcuni regionalisti (federalisti, provincialisti) avevano già avanzato le idee di un maggiore decentramento o di un riconoscimento regionale. Venne quindi creata, nel 1917, un'association régionaliste du Béarn, du Pays basque et des contrées de l'Adour.

#### Creazione delle regioni amministrative
Nella seconda metà del XX secolo, crebbe l'idea che fosse necessario avere un riconoscimento regionale di livello superiore a quello del dipartimento, e vennero prima create delle prefetture regionali (1941) e delle regioni amministrative (senza elezioni) dai contorni alquanto variabili.
È dagli anni '80 che le leggi sul decentramento hanno dotato di un consiglio eletto, e di poteri effettivi, 22 regioni della Francia metropolitana. A seguito di queste leggi, i dipartimenti (in tutto o in parte) di Gascogna sono ripartiti tra due regioni francesi, dei quali costituiscono solo una parte. Da allora, la regione naturale e antica provincia di Guascogna è stata suddivisa nel 1982 tra le regioni dell'Aquitania e del Midi-Pirenei e dal 2015 (per fusione delle regioni) la prima è andata a comprendere territori più a nord (Nuova Aquitania) e la seconda più a est (Occitania).

### Eredità moderna

I comuni e i dipartimenti compresi nella regione storica della Guascogna

A differenza del nome di altre province come la Bretagna o la Normandia, il nome Guascogna scomparve a livello amministrativo e non fu ripreso per designare nessuno dei dipartimenti o regioni della Francia. Tuttavia, è riapparso negli ultimi anni per motivazioni turistiche al fine di richiamare le sue antiche origini nel dipartimento di Gers. Si rintraccia pure nella lunga serie di nomi delle nuove strutture intercomunali.
Il nome ha anche una risonanza storica nei cadetti della Guascogna, nell'Escadron de chasse 1/4 Gascogne, nel transatlantico La Gascogne o nella Delahaye tipo 135 Dubos "Gascogne". La sua influenza è rinvenibile in ambito geografico nel nome del Golfo di Biscaglia, delle Landes de Gascogne o del parco naturale regionale delle Landes e di Guascogna, ma si trova anche a Parigi, se si pensa alla square de la Gascogne. In ambito industriale, è utilizzato per designare aziende situate nella regione come le Gascogne Papier del Groupe Gascogne o la società di distribuzione Guyenne et Gascogne, oppure ancora tipologie di vini quali la costa di Guascogna o il floc di Guascogna. Associazioni culturali come il Cercle de Gascogne o sportive come l'Entente Sud Gascogne hanno scelto di seguire il medesimo iter, ma esistono anche film e stazioni radio in cui è individuabile il toponimo della regione: è il caso della pellicola Le Fils de Gascogne e della stazione di Radio France detta France Bleu Gascogne. Persino la biologia e la zoologia non vengono tralasciate se si pensa alla Ophrys vasconica, una specie di orchidea, e alle quattro razze canine del grand bleu de Gascogne, del basset bleu de Gascogne, del petit bleu de Gascogne, il griffon bleu de Gascogne, il bracco francese tipo Gascogne, il maiale guascone e il gallo guascone.
Un'ulteriore traccia ereditaria si rintraccia nella lingua italiana, ovvero quando si fa riferimento agli abitanti della Guascogna con l'espressione "fare il guascone". Con tale affermazione si indica un uomo millantatore, spaccone e spericolato (per la nomea di spacconi, anche simpaticamente avventati, che i guasconi hanno in Francia).

## Toponimo
Il termine francese Gascogne ha un'origine che èpossibile datare: il toponimo Guascogna si deve al basso latino Guasconia, Wasconia, un nome menzionato per la prima volta dai Visigoti, a sua volta derivato dalla designazione del popolo dei Vasconi. Il cambiamento dall'iniziale [v] a [w], poi cambiato in [gʷ] e poi [g], riflette un'influenza germanica sulla consonante iniziale.
Un testo realizzato dall'Anonimo di Ravenna (geografo del VII secolo), una copia della quale risale alla fine del XIII secolo, contiene per la prima volta, in forma scritta, la parola "Gasconia" con la "g". La "Gasconia o Guascogna" è subentrata più tardi al posto di "Wasconia" in riferimento alla Vasconia citeriore (ovvero la sezione della Vasconia a nord dei Pirenei), che si romanizzò in seguito dando vita a un proprio idioma, il guascone, diffusosi da Saint-Sever alla Garonna.
In senso stretto, i Vasconi menzionati dall'antico geografo Strabone nel libro terzo della sua Geografia erano perlopiù una potente tribù di lingua proto-basca o aquitana, concentrati nei tempi antichi a sud dei Pirenei, nell'attuale Navarra e Aragona, ma legami culturali, politici e commerciali esistevano di certo con il nord, cioè nella Guascogna propriamente detta. Tali contatti si intensificarono fino a generare una sorta di koinè euskariana (ovvero né celtica né iberica) esistente su quelle che sono oggi le terre basche, la Navarra, la Guascogna, la valle di Aran e parte dell'Aragona. Il retroterra linguistico comune ha lasciato la sua impronta sul latino veicolare comune in casi come il passaggio dalla [f] latina di termini quali farina, fagus, etc., nella [h], amuicina. Il passaggio iniziale dalla [f] latina alla [h], poi mutata in [ø] nel castigliano (harina, haya) e in guascone (hari(n)a, hao), mentre è sopravvissuta sotto forma di [f] in portoghese, catalano e linguadoca. L'etnonimo Vascon si legherebbe alla radice pre-indoeuropea *eusk- / *ausk- (presente pure nel nome della tribù aquitana degli Auscii). Inoltre, la stessa etimologia è alla base dei termini Vascon, Basque e Gascon.

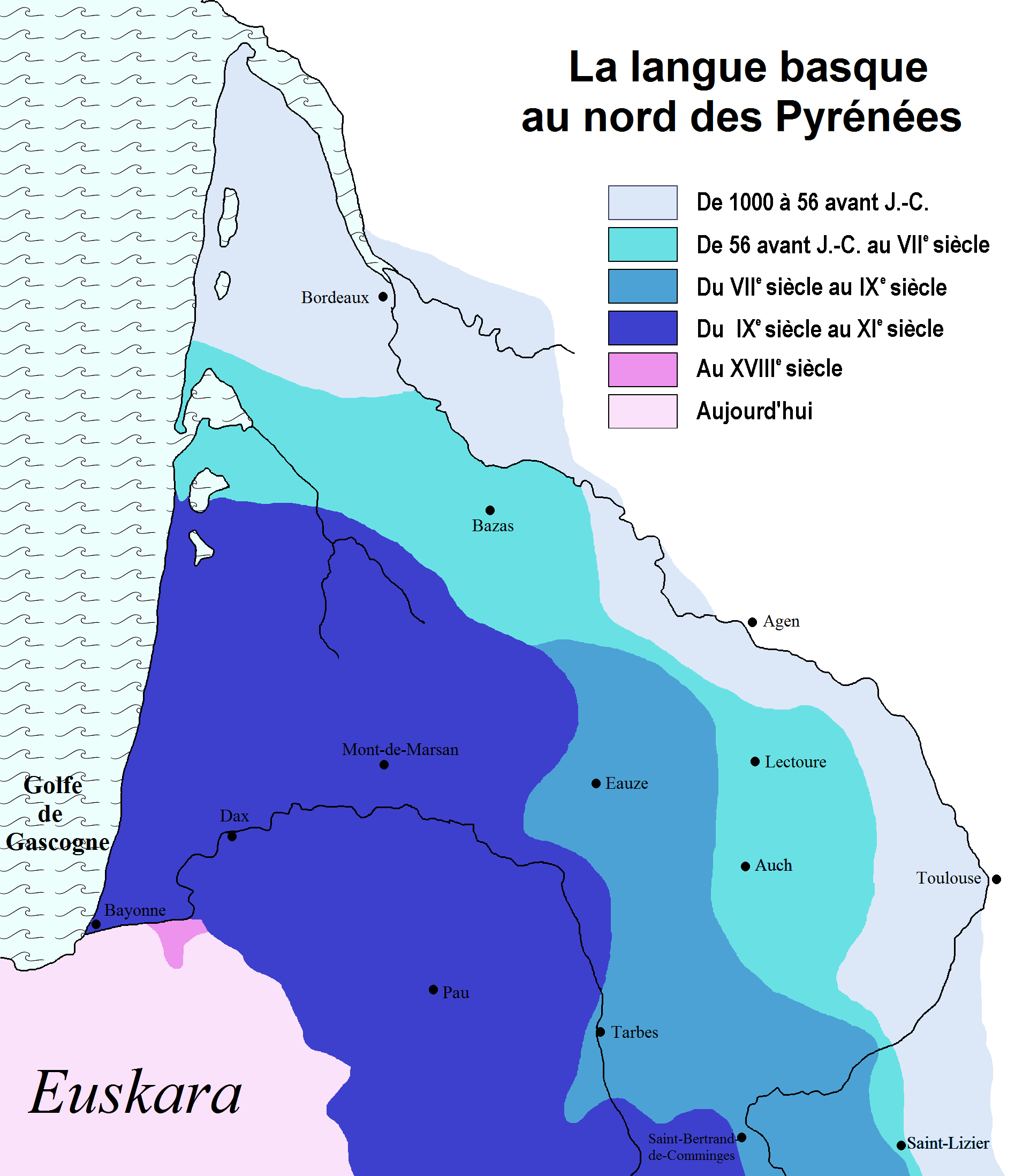
Distribuzione del basco medievale in Guascogna

La vicinanza della Guascogna alla terra basca ha portato alcuni insediamenti a conoscere entrambi i rispettivi idiomi. Inoltre, esistono alcuni comuni vicini al Béarn (Arancou, Bergouey-Viellenave, Gestas...), così come La Bastide-Clairence, che rappresentano delle enclave guasconi in territorio bascofono. È possibile che la parola Guascogna possa anche aver designato, nella sua forma latina Gasconia, il paese basco (Wasconia).

### Toponomastica
La toponomastica della Guascogna assorbe inevitabilmente le tracce della sua evoluzione linguistica: lo strato celto-romano, che integrò e modificò le antiche designazioni esclusivamente celtiche, si mescolò al forte sostrato aquitano, responsabile dell'assegnazione di suffissi (su tutti -osse, come in Biscarosse), tratti fonetici atavici (ar-, -eth), ecc.
Di seguito sono riportate alcune città e la versione originale dei loro nomi in guascone (con indicazioni per la pronuncia, in A.P.I.):
- Auch, arcidiocesi, sua storica capitale religiosa: Aux /awʃ/
- Bagnères-de-Bigorre: Banhèras /baɲèras/
- Bayonne: Baiona /bajunë/
- Bazas: Basats
- Bordeaux: Bordèu /burdèw/
- Condom: Condom
- Dax: Dacs
- Eauze: Eusa /èwzo/
- La Teste-de-Buch: La Testa /la tèstë/
- Langon: Lengon /lengun/
- Lectoure: Leitora
- L'Isle-Jourdain: L'Isla de Baix
- Lourdes: Lorda
- Marmande: Marmanda
- Mirande: Miranda
- Mont-de-Marsan: Lo Mont
- Nérac: Nerac
- Oloron: Auloron /awluru/
- Orthez: Ortès
- Pau: Pau /paw/
- Saint-Gaudens: Sent Gaudenç
- Saint-Sever: Sent Sever
- Tarbes: Tarba

### Simboli
Le insegne della provincia della Guascogna, su Généralité d'Auch, sono descritte nella seguente maniera:
Si tratta di insegne moderne forse create dall'araldo di Luigi XIV per completare il suo armoriale: una simile mancanza di simboli si deve al fatto che la provincia della Guascogna, contesa allo stesso della Piccardia da diverse grandi casate, non aveva mai avuto un suo proprio segno distintivo. Questo è almeno ciò che viene proposto nell'armoriale "La France Héraldique" pubblicato dalla marca di caffè Sanka in una campagna pubblicitaria degli anni Trenta. Tuttavia, secondo lo storico Guilhem Pépin, nessun documento ci permette di affermare che [tale stemma] sia esistito prima del Novecento. Nelle insegne apparivano altresì il leone rampante in bianco (in alto a sinistra e in basso a destra) su uno sfondo argentato e due covoni di paglia dorati in due rispettivi riquadri diversi su uno sfondo rosso (in alto a destra e in basso a sinistra).
Queste armi corrispondono alla circoscrizione francese dell'Ancien Régime esposta nel paragrafo storico. Quella versione della provincia della Guascogna non comprendeva né il Béarn né la Guyenne guascona, ma comprendeva le province basche di Labourd e Soule.

#### I guasconi e la Guienna inglese
Durante le rivolte contro il potere centrale, i guasconi solevano gridare Guienna! Guienna! (Guienne! Guienne!) e sventolavano, al fianco degli inglesi e in opposizione alla croce di San Michele tipicamente adoperata dal re di Francia, lo stendardo di San Giorgio. Tratto in prestito nel maggio 1285 dalle navi di Genova che trasportavano i crociati dal re d'Inghilterra Edoardo durante il suo trionfo che celebrava la sua vittoria sul re gallese Llywelyn Gruffydd per denigrare la croce di Nuz, ritenuta di legno della Vera Croce ed esposta nell'Abbazia di Westminster tra le altre regalie dei vinti, lo stendardo di San Giorgio era diventato uno degli emblemi inglesi, in particolare per il "Principe Nero", fin dalla costituzione nel 1348 dell'ordine della Giarrettiera.
La necessità di dotare i guasconi in quanto popolo di uno stemma che unisse i principali paesi dell'area guascona determinò la realizzazione secondo canoni creativi delle armi oggi adottate dai paesi baschi.

#### L'Esquarterat
Un'altra bandiera alternativa della Guascogna è costituita dalla cosiddetta Esquarterat. Essa corrisponde alle armi della vecchia provincia della Guascogna inserite in un unico stendardo, cioè lo stemma della Guascogna realizzato secondo lo stile tipico di una bandiera. A livello interpretativo, i leoni d'argento rampanti richiamano quelli riportati dalle insegne di vari comuni della Guascogna. I covoni con nove spighe di grano ricordano i nove popoli della Novempopulania, "antenata" della Guascogna.

## Cultura

### Lingue

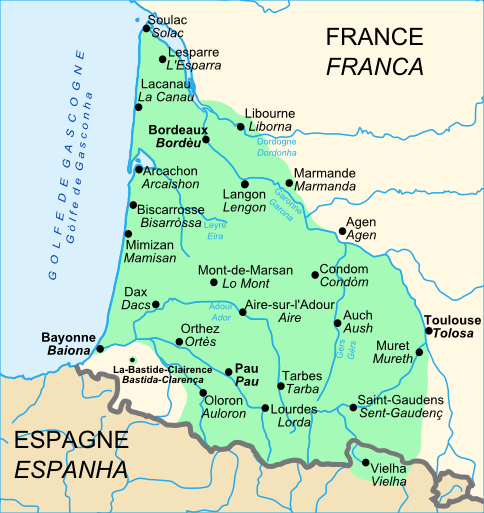
Mappa dell'area di influenza del dialetto guascone

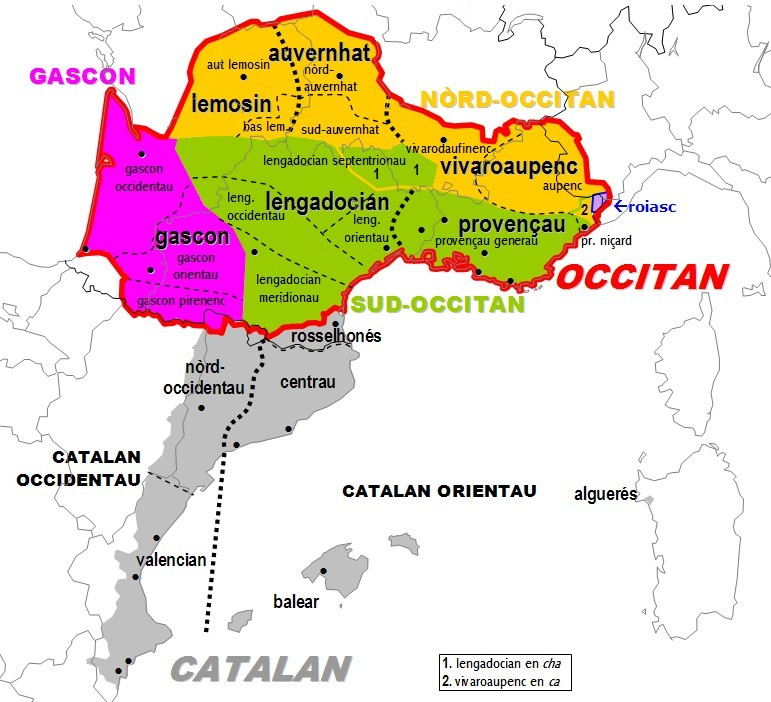
Il guascone come dialetto occitano

La lingua regionale è il dialetto guascone (spesso indicato come béarnese nel Béarn), ma talvolta lo si definisce come occitano-guascone, malgrado la correttezza di questa definizione sia stata messa in dubbio di recente. In alcuni studi è considerata una lingua occitano-romanza indipendente, forte dei suoi tratti atavici: la lingua guascone e la toponomastica conservarono invero la traccia di un sostrato aquitano (antenato del basco). Dopo l'arrivo dei romani, il bilinguismo continuò per un lungo periodo, con l'uso del latino accademico e di un latino volgare diffusosi gradualmente durante i secoli dell'impero. Si distinguono diverse varietà di dialetto guascone, riassumibili grosso modo nelle varianti occidentali, orientali, settentrionali e meridionali.
Il guascone, che aveva ancora una vasta diffusione fino alla fine del XVIII secolo, ha sofferto, a partire dalla rivoluzione francese, un drastico ridimensionamento a favore del francese, ed oggi è usato, generalmente come seconda lingua, da un numero non quantificabile, ma limitato, di persone. Attualmente il guascone è riconosciuto come lingua coufficiale, accanto allo spagnolo e al catalano, solo in Spagna, nella comarca della valle d'Aran (Catalogna).

### Letteratura
La letteratura locale è abbastanza ricca e indissolubilmente legata alla cultura dei trovatori. Un periodo di grande spinta culturale si verificò nel XVI secolo, grazie alla ventata di novità sviluppatesi in contemporanea con la Riforma protestante. Il linguista e critico guascone Pierre Bec ha definito il periodo dal 1550 al 1650 il "secolo d'oro della poesia guascone".

### Musica
La tradizione del canto polifonico pirenaico è fortemente radicata in Guascogna, in particolare nel Béarn e nella Bigorre.

## Economia
L'economia della Guascogna si snoda su diversi ambiti.

### Agricoltura
Per quanto riguarda il settore primario, non possono tralasciarsi la silvicoltura (latifoglie e pini), la viticoltura (Bordeaux, Gascogne e Armagnac, Jurançon, ecc), la coltivazione dei cereali (mais, grano e orzo), dei legumi e della frutta (specie nelle valli della Garonna e dell'Adour). Anche la zootecnia, specie con riferimento a ovini, bovini e pollame, fa la sua parte, così come la pesca sull'Atlantico e l'ostricoltura nel bacino di Arcachon. Infine, si può citare l'industria alimentare.

### Industria
In campo industriale si segnalano delle aziende dedite alla lavorazione del legname e alla realizzazione di imballaggi, l'industria chimica nel bacino di Pau e nella regione di Bordeaux e l'industria metallurgica attiva a Tarnos, Lannemezan e Saint-André-de-Cubzac.
Nel settore degli idrocarburi si segnalano l'industria petrolchimica di Lacq e petrolifera di Parentis-en-Born, mentre, nel campo della produzione idroelettrica, varie sono le centrali attive nei Pirenei.

### Turismo
Con riferimento al turismo, i principali siti che attirano francesi e stranieri riguardano località balneari della Costa d'Argento, località termali, aree protette, punti di interesse culturale o religioso (su tutti Lourdes) e stazioni sciistiche.

### Esplicative
1. ↑  La a finale rappresenta una pronuncia variabile secondo le regioni: /a,e,o/, vocale che non è accentuata.

### Bibliografiche
1. ↑  (FR) Serge Brunet, Perceptions identitaires et nationales dans la France de la première modernité: de la francité et de l'hispanité des Gascons, su academia.edu,  pp. 64-65. URL consultato il 17 dicembre 2021.
2. 1 2 3  (FR) Paul Castéla e Jean Castex, Histoire de la Gascogne des origines à nos jours, Horvath, 1977,  pp. 408-410, ISBN 978-27-17-10020-4.
3. ↑  (FR) Pierre Bec, La langue occitane, collana Que sais-je?, n. 1059, 6ª ed., Parigi, Presses universitaires de France, 1995,  p. 127, ISBN 978-2-13-039639-0, OCLC 230105602.
4. ↑  (FR) Patrice Brun e Pascal Ruby, L'âge du Fer en France : premières villes, premiers États celtiques, collana Archéologies de la France, Parigi, La Découverte, 2011,  pp. 26-27, ISBN 978-2-7071-5664-8.
5. ↑  (FR) Charles Dartigue, Histoire de la Gascogne, Parigi, P.U.F. Que sais-je?, 1951.
6. 1 2 3 4 5 6 7 8 9 10  (FR) Renée Mussot-Goulard, Histoire de la Gascogne, collana Que sais-je?, vol. 462, Parigi, Presses universitaires de France, 1996,  pp. 1-127, ISBN 978-21-30-47519-4.
7. ↑   Giulio Cesare, Libro III, in Commentarii de bello Gallico.
8. ↑   Giulio Cesare, Libro VIII, in Commentarii de bello Gallico.
9. ↑  Lampegia aveva sposato Abu Nessa Munuzza (Munuza), generale ed emiro di Narbona, un moro che aspirava a liberarsi dalla tutela di Abd al-Rahman e che, tradito, fu ucciso dai soldati di quest'ultimo a Llívia, non lontano da Puigcerdà; Lampegia, a causa della sua grande bellezza, fu destinata a finire i suoi giorni nell'harem del sultano di Damasco. Era stata corteggiata da Ildebrando, fratello minore di Carlo Martello, ma il padre, Oddone d'Aquitania, che voleva fornire ai suoi domini uno sbocco sul Mediterraneo, preferì darla in sposa a Munuza; ciò rafforzò ulteriormente l'odio dei Pipinidi verso i Merovingi d'Aquitania.
10. ↑  Re dei Franchi dopo un colpo di stato effettuato con la complicità del papa, che ricompensò mettendo in ginocchio i Longobardi e creando lo Stato Pontificio nel 754.
11. ↑  Antenato di Oddone di Oisy, nominato signore di Cambrai da Carlo Magno in risarcimento della perdita della sua eredità e dei servizi resi da suo nonno.
12. ↑  Histoire de la Gascogne Archiviato il 23 marzo 2014 in Internet Archive..
13. 1 2  (FR) Hélène Debax, Vicomtes et vicomtés dans l'Occident médiéval, Presses universitaires du Mirail, 2008,  p. 20, ISBN 978-2-85816-942-9.
14. ↑  (FR) Christian Desplat e Pierre Tucoo-Chala, Histoire générale du Pays souverain de Béarn, PyréMonde, marzo 2009.
15. ↑  (FR) Olivier Guyotjeannin, Atlas de l'Histoire de France IXe – XVe, Parigi, Autrement, 2005.
16. 1 2 3  (FR) Lettres-patentes du roi du 26 février 1790, in Lois, et actes du gouvernement. Tome Ier, août 1789 - septembre 1790, Parigi, Imprimerie nationale, 1806.
17. ↑  Le lettere patenti danno l'impressione che si tratti di una divisione del regno in ottantanove «province». Questo elenco ha suscitato critiche da parte degli accademici attuali (cfr. Romanet, Berlet), in quanto ritengono che sarebbe illusorio cercare di integrare tutte le «province» in un insieme coerente, razionale, sistematico, strutturato e soprattutto perfettamente giustapposto: 
«Rimaniamo confusi quando vediamo con quale certezza i geo-storici hanno insegnato, per un secolo, che la Francia era divisa in un numero fisso di province metodicamente classificate e delimitate.»
(Armand Brette, «Le mot "Province"»)
18. ↑  Più recentemente, Emmanuel Le Roy Ladurie evoca «la Guascogna dell'Ancien Régime di Anne Zink» nella sua prefazione all'opera della storica Pays ou circonscriptions: les collectivités territoriales de la France du Sud-Ouest sous l'Ancien régime, Publications de la Sorbonne, coll. «Histoire moderne», 2000, 374 pp. isbn 9782859443894.
19. 1 2  (FR) Jean-Joseph Expilly, Gascogne, in Dictionnaire géographique, historique et politique des Gaules et de la France, vol. 3, Parigi, Desaint et Saillant, 1764.
20. 1 2 3  (FR) Paul Castéla e Jean Castex, Histoire de la Gascogne des origines à nos jours, Horvath, 1977,  pp. 410-430, ISBN 978-27-17-10020-4.
21. ↑   Guascone, su treccani.it. URL consultato il 26 dicembre 2021.
22. 1 2 3  (EN) Henry Russell, Biarritz and Basque Countries, Read Books Ltd, 2013,  p. 27, ISBN 978-14-73-38875-8.
23. ↑  (FR) Txomin Peillen, Parlons euskara: la langue des Basques, Parigi, L'Harmattan, 1995,  p. 111, ISBN 2-7384-3391-X.
24. ↑  (EN) Roger Blench e Matthew Spriggs, Archaeology and Language I: Theoretical and Methodological Orientations, Routledge, 2003,  p. 270, ISBN 978-11-34-82876-0.
25. ↑  (ES) Raúl González Arévalo, La costa del Reino de Granada en la documentación náutica italiana (siglos XIV-XVI), in En la España Medieval, vol. 31, 2008, DOI:10.5209/rev_ELEM.2008.v31.22426, ISSN 1988-2971 (WC · ACNP).
26. ↑  (FR) Database sui toponimi guasconi, su gasconha.com. URL consultato il 26 dicembre 2021.
27. ↑  (FR) Bénédicte Fénié e Jean-Jacques Fénié, Toponymie gasconne, Éd. "Sud-Ouest, 2006,  pp. 60-65, ISBN 978-28-79-01693-1.
28. ↑  (FR) Riproduzione creativa delle armi della Guascogna, su gasconha.com. URL consultato il 26 dicembre 2021.
29. 1 2  (FR) Dominique Auzias e Jean-Paul Labourdette, Gers Gascogne 2017/2018, Petit Futé, 2018,  p. 10, ISBN 979-10-33-16257-5.
30. 1 2  (FR) Gascogne (PDF), su heraldry-wiki.com. URL consultato il 26 dicembre 2021.
31. ↑  (FR) Guilhem Pépin, Les emblèmes historiques de l’Aquitaine (PDF),  p. 39. URL consultato il 26 dicembre 2021.
32. ↑  (FR) Anne Zink, Pays ou circonscriptions: Les collectivités territoriales de la France du Sud-Ouest sous l'Ancien Régime, Publications de la Sorbonne, 2016,  p. 7, ISBN 978-28-59-44849-3.
33. 1 2  (FR) Guilhem Pépin, Les cris de guerre «Guyenne!» et «Saint Georges!», in Le Moyen Âge, CXII, Bruxelles, De Boeck Supérieur, giugno 2006,  pp. 263-281.
34. ↑  (FR) Drapeau Gascogne avec hampe (Province), su macapflag.com. URL consultato il 26 dicembre 2021.
35. ↑  (EN) Franz Lebsanft e Felix Tacke, Manual of Standardization in the Romance Languages, Walter de Gruyter GmbH & Co KG, 2020,  p. 594, ISBN 978-31-10-45606-6.
36. 1 2  (FR) R. Anthony Lodge, Le Français: Histoire d'un dialecte devenu langue, Fayard, 2014,  p. 38, ISBN 978-22-13-63903-1.
37. ↑   Pierre Bec, Le siècle d'or de la poésie gasconne (1550-1650), Les Belles Lettres, 1997, ISBN 225149006X.